# Daytona 500 2007
Das Daytona 500 2007 fand am 18. Februar 2007 auf dem Daytona International Speedway in Daytona Beach, Florida statt. Es war das erste Rennen der NASCAR-Nextel-Cup-Saison 2007. 

## Pole Qualifying
Alle Fahrer fuhren zwei Runden. Das Pole Qualifying bestimmte jedoch lediglich die Fahrer, die in der ersten Reihe starteten. Alle anderen Fahrer mussten sich über die Gatorade Duels für das Daytona 500 qualifizieren.
Die beiden Autos von Robert Yates Racing, (#38) David Gilliland und (#88) Ricky Rudd, ergatterten sich die beiden ersten Positionen und konnten somit das Daytona 500 aus der ersten Reihe starten.

## Gatorade Duels
Die Gatorade Duels sind die Qualifikationsrennen zum Daytona 500. Im Jahre 2007 waren sie geprägt von Skandalen. Gleich mehrere Teams wurden wegen Regelwidrigkeiten bestraft. Beim Auto von Michael Waltrip fand man eine verbotene Substanz im Benzin.
Tony Stewart gewann das erste Gatorade Duel. Folgende Teilnehmer des ersten Duells qualifizierten sich nicht für das Daytona 500: Ward Burton (#4), Stanton Barrett (#30), Jeremy Mayfield (#36), Bill Elliott (#37), Mike Bliss (#49), James Hylton (#58), Brandon Whitt (#72), Kenny Wallace (#78), A. J. Allmendinger (#84).
Der Sieger des zweiten Gatorade Duels, Jeff Gordon, wurde nachträglich bestraft, weil sein Wagen zu niedrig war. Er musste von Platz 42 aus ins Daytona 500 gehen. NASCAR-Neuling Juan Pablo Montoya führte 18 Runden im zweiten Duel, ehe er mit einem Defekt ausschied. Folgende Teilnehmer des zweiten Duells qualifizierten sich nicht für das Daytona 500: Eric McClure (#04), Paul Menard (#15), Mike Skinner (#23), Kirk Shelmerdine (#27), Kevin Lepage (#34), Regan Smith (#39), Frank Kimmel (#71), Derrike Cope (#74), Brian Vickers (#83).
Für mehr siehe: Gatorade Duel

## Rennen
Nach dem Start des Rennens führte der von der Pole-Position gestartete David Gilliland für 18 Runden das Feld an. In Runde 18 kam es zur ersten Gelbphase, als Boris Said in den Wagen von David Reutimann rutschte und dadurch die Kontrolle verlor. Die dominanten Fahrer der darauf folgenden Phase des Rennens waren Tony Stewart und Kurt Busch. Beide zusammen führten insgesamt 130 von 200 Runden. In Runde 80 rutsche Kyle Petty mit einem Reifenschaden in die Mauer, wodurch erneut eine Gelbphase ausgelöst wurde. Nach drei Vierteln des Rennens bekam Tony Stewart starkes Übersteuern und konnte das Auto nicht mehr halten. Kurt Busch konnte Stewart nicht mehr ausweichen und drehte diesen in die Mauer, was die dritte Gelbphase des Rennens verursachte.
Der amtierende Nextel Cup Champion Jimmie Johnson löste in Runde 175 eine Gelbphase aus, nachdem er mit seinem Wagen in die Mauer einschlug und die Piloten Denny Hamlin, Jeff Green, Tony Raines und David Reutimann nicht mehr ausweichen konnten. Nur wenige Runden später, in Runde 187, kam es zum nächsten großen Unfall, nachdem Carl Edwards und Reed Sorenson die Mauer berührten und Dave Blaney einen platten Reifen hatte. Blaney fuhr mit den platten Reifen nahezu ungebremst durch die Boxengasse und nahm Ken Schrader, Casey Mears und Jamie McMurray aus dem Rennen, weil er wieder ungebremst auf die Strecke zurückkehrte. Er wurde anschließend von NASCAR disqualifiziert. 
Nur wenige Runden nach dem Restart kam es erneut zu einem großen Unfall, der eine Gelbphase einläutete. Matt Kenseth berührte seinen Teamkollegen Jamie McMurray, welcher in die Außenmauer knallte. Dale Earnhardt junior konnte ihm nicht mehr ausweichen, wodurch auch sein Tag beendet war. Auch Martin Truex junior und Ricky Rudd mussten ihr Rennen beenden, da auch sie Beschädigungen an ihren Autos hatten. Folge des Unfalls war eine Rotphase. Das Feld wurde auf der Geraden gestoppt. Dadurch, dass sich der Unfall in Runde 197 ereignete, wurde das Rennen verlängert. 
Der letzte Restart geschah mit zwei noch zu fahrenden Runden. Mark Martin, der sich nach vorne gekämpft hatte, führte das Feld an. In der letzten Runde hatte der bis dahin Führende Mark Martin keine Chance, als Kevin Harvick in der letzten Kurve auf der oberen Linie an ihm vorbeiging. Beide fuhren Seite an Seite über die Ziellinie. Harvick hatte 0,02 Sekunden Vorsprung und gewann das Daytona 500 des Jahres 2007.
Kurz bevor beide die Ziellinie überquerten, kam es hinter ihnen zu einem Massencrash, in den über zehn Autos verwickelt waren. Clint Bowyer rutschte funkensprühend auf dem Dach ins Ziel und wurde noch als 18. gewertet, nachdem Casey Mears ihn so traf, dass der sich überschlug. 
Kevin Harvick ist der 31. Fahrer, der das „Great American Race“, dass Daytona 500, für sich entscheiden konnte.

## Klassifikationen

### Rennen
| Platz | Start | Nr. | Runden | Name                | Team / Sponsor / Fahrzeug                                                     |
| ----- | ----- | --- | ------ | ------------------- | ----------------------------------------------------------------------------- |
| 1     | 34    | 29  | 202    | Kevin Harvick       | Richard Childress Racing / Shell/Pennzoil / Chevrolet Monte Carlo SS          |
| 2     | 26    | 01  | 202    | Mark Martin         | Ginn Racing / US Army / Chevrolet Monte Carlo SS                              |
| 3     | 7     | 31  | 202    | Jeff Burton         | Richard Childress Racing / Cingular Wireless / Chevrolet Monte Carlo SS       |
| 4     | 22    | 09  | 202    | Mike Wallace        | Phoenix Racing / Miccosukee Gaming and Resorts / Chevrolet Monte Carlo SS     |
| 5     | 35    | 6   | 202    | David Ragan         | Roush Fenway Racing / American Automobile Association / Ford Fusion           |
| 6     | 30    | 19  | 202    | Elliott Sadler      | Evernham Motorsports / UAW / Dodge Charger                                    |
| 7     | 29    | 9   | 202    | Kasey Kahne         | Evernham Motorsports / UAW / Dodge Dodge Charger                              |
| 8     | 1     | 38  | 202    | David Gilliland     | Robert Yates Racing / M&Ms / Ford Fusion                                      |
| 9     | 18    | 13  | 202    | Joe Nemechek        | Ginn Racing / CertainTeed / Chevrolet Monte Carlo SS                          |
| 10    | 42    | 24  | 202    | Jeff Gordon         | Hendrick Motorsports / DuPont / Chevrolet Monte Carlo SS                      |
| 11    | 6     | 40  | 202    | David Stremme       | Chip Ganassi Racing / Coors Light / Dodge Charger                             |
| 12    | 12    | 18  | 202    | J. J. Yeley         | Gibbs Racing / Interstate Batteries / Chevrolet Monte Carlo SS                |
| 13    | 33    | 41  | 202    | Reed Sorenson       | Chip Ganassi Racing / Target Corporation / Dodge Charger                      |
| 14    | 23    | 60  | 202    | Boris Said          | No Fear Racing / SoBe/No Fear Energy Drink / Ford Fusion                      |
| 15    | 39    | 7   | 202    | Robby Gordon        | Robby Gordon Motorsports / Jim Beam / Ford Fusion                             |
| 16    | 41    | 70  | 202    | Johnny Sauter       | Haas CNC Racing / Yellow Transportation / Chevrolet Monte Carlo SS            |
| 17    | 38    | 14  | 202    | Sterling Marlin     | Ginn Racing / Waste Management / Chevrolet Monte Carlo SS                     |
| 18    | 11    | 07  | 202    | Clint Bowyer        | Richard Childress Racing / Jack Daniels / Chevrolet Monte Carlo SS            |
| 19    | 36    | 42  | 202    | Juan Pablo Montoya  | Chip Ganassi Racing / Texaco/Havoline / Dodge Charger                         |
| 20    | 17    | 25  | 202    | Casey Mears         | Hendrick Motorsports / U.S. National Guard/GMAC / Chevrolet Monte Carlo SS    |
| 21    | 27    | 43  | 202    | Bobby Labonte       | Petty Enterprises / Cheerios / Dodge Charger                                  |
| 22    | 43    | 44  | 202    | Dale Jarrett        | Michael Waltrip Racing / United Parcel Service / Toyota Camry                 |
| 23    | 14    | 99  | 202    | Carl Edwards        | Roush Fenway Racing / Office Depot / Ford Fusion                              |
| 24    | 8     | 5   | 202    | Kyle Busch          | Hendrick Motorsports / Kellogg's/Carquest / Chevrolet Monte Carlo SS          |
| 25    | 25    | 16  | 202    | Greg Biffle         | Roush Fenway Racing / Ameriquest / Ford Fusion                                |
| 26    | 2     | 88  | 202    | Ricky Rudd          | Robert Yates Racing / Snickers / Ford Fusion                                  |
| 27    | 10    | 17  | 202    | Matt Kenseth        | Roush Fenway Racing / DeWalt / Ford Fusion                                    |
| 28    | 9     | 11  | 201    | Denny Hamlin        | Joe Gibbs Racing / FedEx / Chevrolet Monte Carlo SS                           |
| 29    | 13    | 1   | 201    | Martin Truex junior | Dale Earnhardt, Inc. / Bass Pro Shops / Chevrolet Monte Carlo SS              |
| 30    | 15    | 55  | 200    | Michael Waltrip     | Michael Waltrip Racing / National Automotive Parts Association / Toyota Camry |
| 31    | 26    | 26  | 195    | Jamie McMurray      | Roush Fenway Racing / Crown Royal / Ford Fusion                               |
| 32    | 5     | 8   | 195    | Dale Earnhardt, Jr. | Dale Earnhardt, Inc. / Budweiser / Chevrolet Monte Carlo SS                   |
| 33    | 20    | 96  | 195    | Tony Raines         | Hall of Fame Racing / Texas Instruments / Chevrolet Monte Carlo SS            |
| 34    | 37    | 22  | 186    | Dave Blaney         | Bill Davis Racing / Caterpillar / Toyota Camry                                |
| 35    | 19    | 21  | 185    | Ken Schrader        | Wood Brothers/JTG Racing / Little Debbie / Ford Fusion                        |
| 36    | 31    | 66  | 181    | Jeff Green          | Haas CNC Racing / Best Buy / Chevrolet Monte Carlo SS                         |
| 37    | 32    | 10  | 179    | Scott Riggs         | Evernham Motorsports / Valvoline / Dodge Charger                              |
| 38    | 12    | 12  | 175    | Ryan Newman         | Penske Racing / alltel / Dodge Charger                                        |
| 39    | 21    | 48  | 173    | Jimmie Johnson      | Hendrick Motorsports / Lowe's / Chevrolet Monte Carlo SS                      |
| 40    | 40    | 00  | 173    | David Reutimann     | Michael Waltrip Racing / Domino's Pizza / Toyota Camry                        |
| 41    | 4     | 2   | 166    | Kurt Busch          | Penske Racing / Miller Lite / Dodge Charger                                   |
| 42    | 29    | 45  | 160    | Kyle Petty          | Petty Enterprises / Wells Fargo / Dodge Charger                               |
| 43    | 3     | 20  | 153    | Tony Stewart        | Joe Gibbs Racing / Home Depot / Chevrolet Monte Carlo SS                      |

- Renndauer: 3 Stunden, 33 Minuten und 54 Sekunden
- Durchschnittsgeschwindigkeit: 149.335 mph
- Vorsprung des Siegers: 0,020 Sekunden
- Führungswechsel: 13 (9 Fahrer)
- Meiste Führungsrunden: Kurt Busch – 95
- Gelbphasen: 6 für 24 Runden
- Zuschauer: 185.000